# F-1 (reaktor)

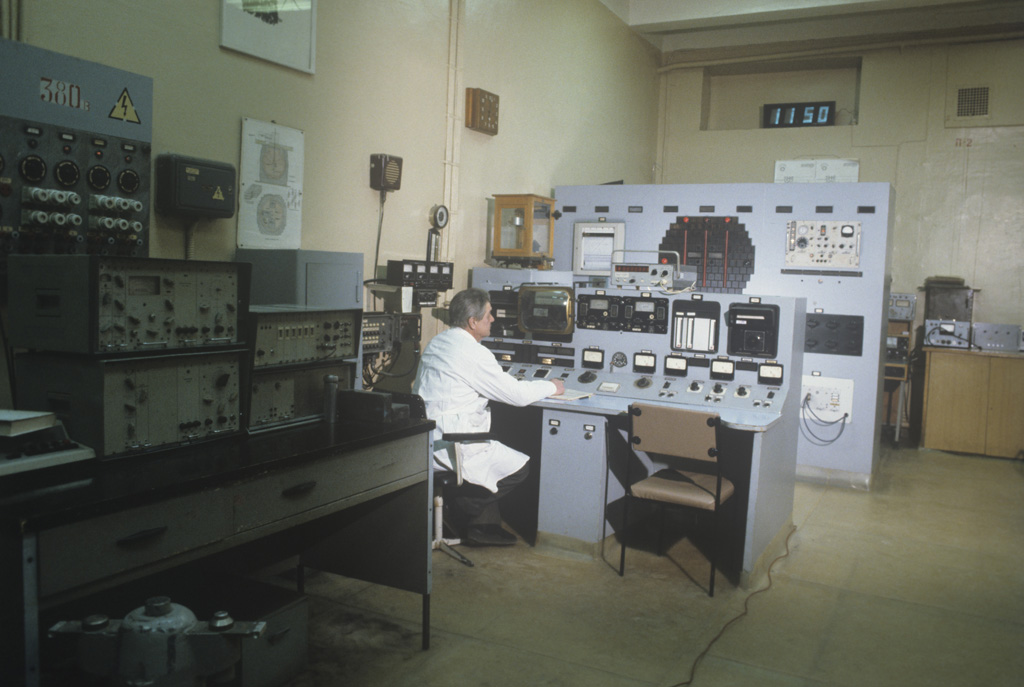
Panel kontrolny reaktora F-1

F-1 (ros. ф-1 lub reaktor radziecki) – pierwszy w Związku Radzieckim i Europie reaktor jądrowy.
Reaktor zbudowano pod kierunkiem Igora Kurczatowa w "Laboratorium nr 2" należącym do IAE. Kurczatow uznał, że łatwiej będzie wytworzyć bombę atomową przez oddzielenie chemicznie uzyskanego w reaktorze jądrowym plutonu niż przez wzbogacanie uranu.
Projekt zaczęto realizować w 1943 roku, w grudniu tego roku udało się uzyskać pierwszy kilogram uranu. Uran formowano w cylindry o średnicy 32 mm i długości 100 mm.
Reaktor zbudowano jako blok grafitu w kształcie walca z kopułą o średnicy 7,5 m, pełniący rolę moderatora. W grafitowym bloku w licznych otworach, w centralnej części bloku o średnicy około 6 m umieszczono paliwo zawierające niewzbogacony metaliczny uran, pręty regulacyjne zawierały kadm. Reaktor nie miał chłodzenia. Reaktor mógł uzyskać moc od 0,1 do 100 kW.
Budowa budynku z dołem o głębokości i średnicy 7 m na reaktor zakończyła się w lipcu 1946 roku. Cały reaktor układano ręcznie, na dole same bloki grafitu, w listopadzie rozpoczęto układać bloki z otworami na paliwo i pręty sterujące. Bloki grafitu reaktora miały wymiary 100×100×60 mm, te umieszczane w rdzeniu reaktora miały po 3 otwory na paliwo, pręty regulacyjne oraz urządzania pomiarowe. Układanie reaktora zakończono 25 grudnia, sprawdzono działanie urządzeń i rozpoczęto podnoszenie prętów regulacyjnych. Stan krytyczny osiągnął 25 grudnia 1946 roku około godziny 18 czasu lokalnego.
Reaktor służył do doświadczeń nad sterowaniem reaktorem, szkolenia obsługi reaktorów, badania i kalibracji mierników promieniowania, oraz produkcji plutonu.
W 1949 roku z przereagowanego uranu uzyskano 4 kg plutonu, który posłużył do eksperymentów z bombą atomową w sierpniu 1949 roku.